# Jaime Villegas
Jaime Enrique Villegas Roura (La Ceiba, 1950. július 5. –) hondurasi válogatott labdarúgó.

## Pályafutása

### Klubcsapatban
1968 és 1986 között a Real España csapatában játszott. Négyszeres hondurasi bajnok.

### A válogatottban
1973 és 1985 között 32 alkalommal szerepelt a hondurasi válogatottban. Részt vett az 1982-es világbajnokságon. A Spanyolország, az Észak-Írország és a Jugoszlávia elleni csoportmérkőzésen kezdőként lépett pályára.

## Sikerei, díjai
Real España
- Hondurasi bajnok (4): 1974–75, 1975–76, 1976–77, 1980–81
- UNCAF-klubcsapatok kupája (1): 1982

Honduras
- CONCACAF-bajnokság (1): 1981